# مومبریس
مومبریس (به آلمانی: Mömbris) یک منطقهٔ مسکونی در آلمان است که در آشافنبورگ واقع شده‌است. مومبریس ۱۲٬۲۴۳ نفر جمعیت دارد.

## خواهرخوانده
شهرهای canton of Aunay-sur-Odon، canton of Caumont-l'Éventé، canton of Villers-Bocage، Villers-Bocage و اونی-سور-ادون خواهرخوانده‌های مومبریس هستند.